# Saint-Ciers-Champagne
Saint-Ciers-Champagne är en kommun i departementet Charente-Maritime i regionen Nouvelle-Aquitaine i västra Frankrike. Kommunen ligger  i kantonen Archiac som ligger i arrondissementet Jonzac. År 2022 hade Saint-Ciers-Champagne 388 invånare.

## Befolkningsutveckling
Antalet invånare i kommunen Saint-Ciers-Champagne
Referens:INSEE